# Non-intervention (guerre d'Espagne)
Cet article concerne la position politique de la France et du Royaume-Uni pendant la guerre d'Espagne. Pour la notion générale, voir Non-interventionnisme. Pour la disposition en droit international, voir Principe de non-intervention.
 (mai 2021).
La non-intervention est le nom donné à la politique de la France et du Royaume-Uni pendant la guerre d'Espagne.

## Genèse et histoire
En France, le Front populaire a été élu le 3 mai 1936. À la suite de l'insurrection militaire des 17 et 18 juillet 1936 en Espagne contre le gouvernement républicain, le premier ministre Léon Blum, de tout cœur avec les Républicains, reçoit leur demande d'assistance le 20 juillet. Il y répond d'abord positivement, mais doit faire marche arrière devant l'opposition de la droite, des radicaux (Édouard Herriot), du président modéré Albert Lebrun et du Royaume-Uni. Selon le témoignage de Jules Moch, Léon Blum avait choisi initialement de « gagner le premier quart d'heure » : il fallait écraser le mouvement insurrectionnel dans l'œuf, mais pour cela, aider la République espagnole discrètement. Or, l'attaché militaire à l'ambassade d'Espagne en France révèle le projet d'envoyer vingt-cinq avions, ce qui déclenche une très violente campagne de presse, animée notamment par L'Écho de Paris et L'Action française.
La position du Royaume-Uni fut déterminante et aurait affirmé qu'en cas d'intervention française en Espagne, la France ne pourrait plus compter sur l'aide des britanniques face à l'Allemagne. Enfin, il est également essentiel de ne pas écarter le traumatisme de la société française lié à la Première Guerre mondiale. Dans son discours au Luna Park de Paris, le 6 septembre 1936, Léon Blum tient ce discours : « Demandez-vous, une fois la concurrence des armements installée sur le sol d'Espagne quelles peuvent être les conséquences pour l'Europe entière ». A la fin de son discours, Blum propose une « convention internationale par laquelle toutes les puissances s'engageraient, non pas à la neutralité […] mais s'engageraient à l'abstention en ce qui concerne les livraisons d'armes, [et] s'engageraient à interdire l'exportation, en Espagne, du matériel de guerre » pour assurer « le salut de l'Espagne et le salut de la paix ».
C'est pourquoi le choix est fait d'appliquer une politique de « non-intervention », seule solution permettant d'associer les Britanniques au règlement du conflit.
Côté britannique, les élites, dirigés par gouvernement conservateur de Stanley Baldwin, voient l'Espagne comme un pays en pleine révolution « communiste ». De plus, tout est fait pour éviter un conflit avec les puissances totalitaires, et on pense qu'en étant conciliant avec l'Allemagne, on peut encore arriver à s'entendre avec Hitler sur ses ambitions expansionnistes.
C'est dans ce contexte que le 6 septembre 1936, Léon Blum propose le pacte de non-intervention, signé par la quasi-totalité des pays européens. Un comité est créé à Londres pour en définir les modalités. Chaque pays se voit chargé d'empêcher la livraison d'armes en Espagne : les Britanniques doivent assurer le respect d'un embargo sur les armes dans l'Atlantique, la France dans les Pyrénées, et l'Italie sur la côte méditerranéenne. Dès 1935, entre la France et l'Espagne (où, ni d'un côté ni de l'autre, ne gouvernaient encore de fronts populaires) un accord commercial avait été signé selon lequel devaient être livrés des armes pour une valeur de 25 millions de livres sterling. L'embargo sur les armes était donc une rétractation d'un engagement pris bien avant les fronts populaires.

## Livraisons d'armes
Cependant, ce pacte est une énorme hypocrisie. À l'exception des Britanniques, qui font respecter l'embargo avec grand soin sur l'Atlantique, l'Allemagne nazie et le gouvernement de l'Italie fasciste de Mussolini commencent rapidement leurs livraisons aux nationalistes. Dès septembre 1936, l'Union soviétique dénonce la situation et entame à son tour des livraisons d'armes aux Républicains en échange des 510 tonnes d'or de la banque d'Espagne qui deviendra « l'Or de Moscou ».
Léon Blum choisit dès lors la « non-intervention relâchée » (l'expression est de lui). Si officiellement, l'embargo est respecté, les autorités françaises ferment les yeux sur le trafic d'armes, qui s'organise autour de la frontière catalane et à Barcelone, et Pierre Cot et Jules Moch, ministres du Front populaire, organisent une aide clandestine, principalement via des contrats fictifs avec le Mexique et la Lituanie, qui n'avaient pas signé le pacte de non-intervention et rétrocédaient les armes livrées à l'Espagne républicaine ; 124 avions civils et militaires furent livrés au cours du second semestre 1936. Jean Moulin et Gaston Cusin prirent une part active à cette assistance.
Les aéroports français les plus proches de la frontière espagnole, en particulier ceux de Toulouse-Montaudran, Toulouse-Francazal, Pau et Lézignan reçurent des avions de l'armée républicaine espagnole, vraisemblablement pour un approvisionnement en bombes,,.
Juan Negrín, chef du gouvernement républicain espagnol de 1937 à la fin de la guerre civile le 1er avril 1939, écrivit à Léon Blum en février 1948 : « Personne n'est mieux placé que moi pour savoir quels étaient vos soucis pendant la guerre et ce que les Républicains espagnols vous doivent. Je n'ai jamais cessé en privé de rétablir les faits quand la malice ou l'ignorance tâchaient de défigurer la vérité ; je me demande si un jour je ne devrai pas le faire en public, de mon vivant, puisqu'un jour mes Mémoires se publieront après un voyage ultime ». Il n'en eut pas le temps puisqu'il fut victime d'une crise cardiaque en 1956.